# Diego de Silva y Pacheco
Diego de Silva y Pacheco de las Mariñas y Sotomayor (Santiago de Compostela, 1606 – Astorga, León, 22 de mayo de 1677)) fue un religioso y teólogo español, nombrado obispo de Guadix y de Astorga.

## Biografía
Diego de Silva fue hijo natural de Alonso de Silva y Pacheco, VII conde de Cifuentes, y de Gregoria de las Mariñas y Sotomayor, su prometida. Inició su carrera religiosa ingresando en 1620 en el Colegio de Infantes de San Benito de Valladolid, tomando el hábito de la orden dos años más tarde en el monasterio de san Juan de Burgos.
| Predecesor: José Laynez y Gutiérrez   | Obispo de Guadix 1667 – 1675  | Sucesor: Clemente Álvarez y López |
| Predecesor: Rodrigo de Mandía y Parga | Obispo de Astorga 1675 – 1677 | Sucesor: Francisco Aguado         |